# Öskemen

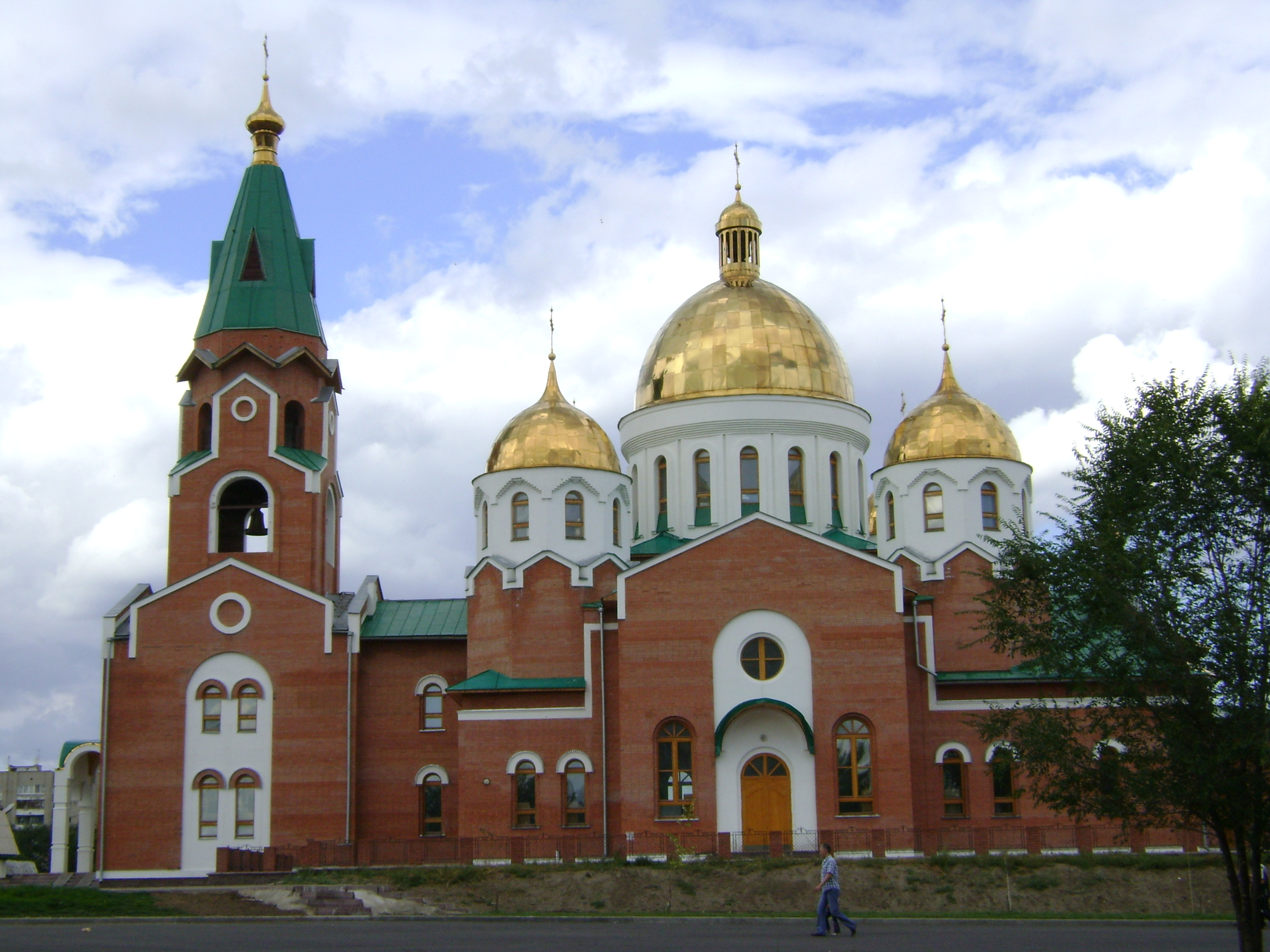
Die St.-Andreas-Kathedrale
ist die Kathedrale der Stadt

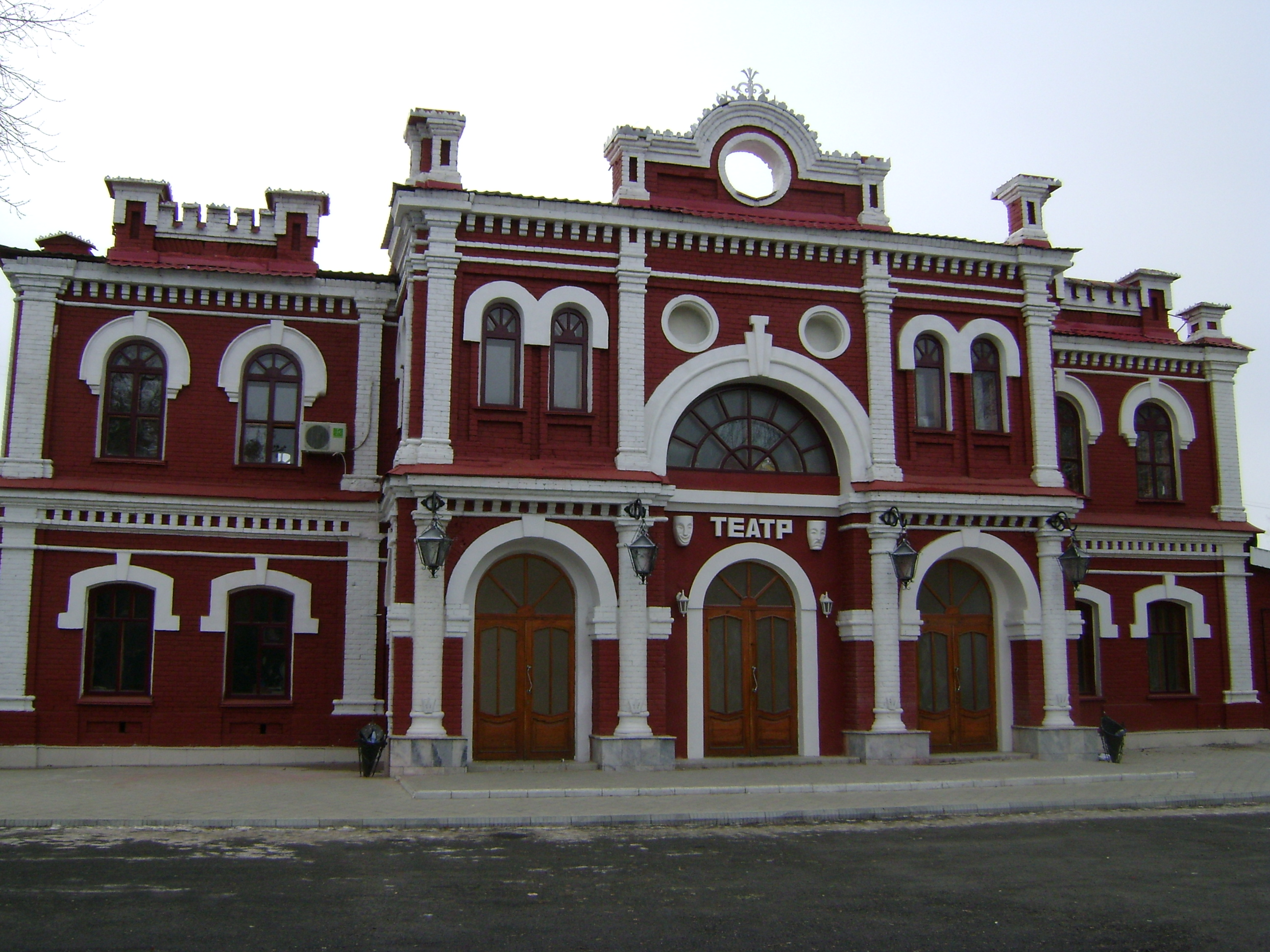
Das Schauspielhaus der Stadt

Öskemen (kasachisch Өскемен; russisch Усть-Каменогорск/Ust-Kamenogorsk) ist eine Stadt im Osten Kasachstans und die Hauptstadt des Gebiets Ostkasachstan.

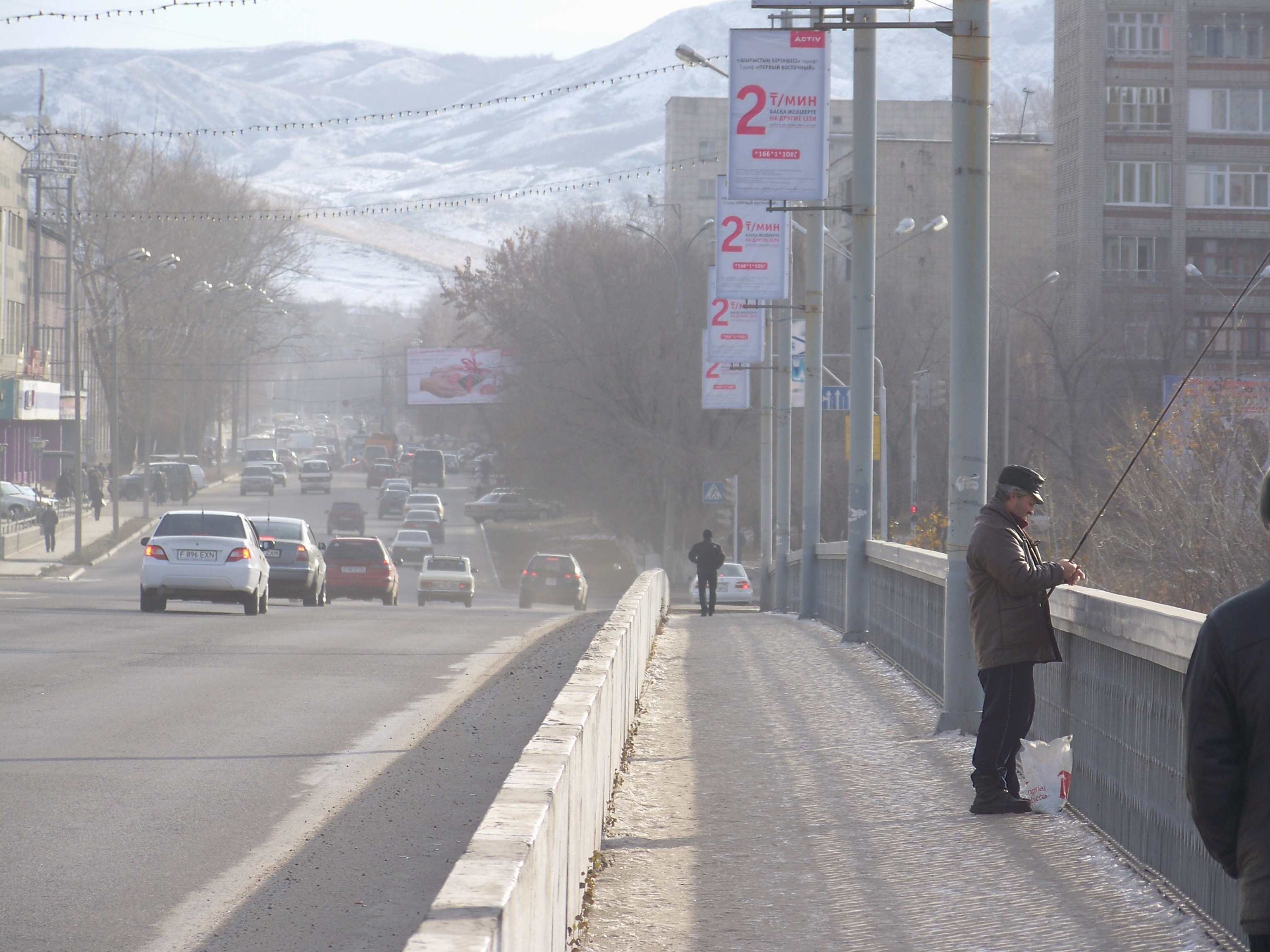
Die neue Brücke über den Fluss Ulba mit dem Altai-Gebirge im Hintergrund

## Geographische Lage
Die Stadt liegt im westlichen Teil des Altai-Gebirges an der Mündung des Flusses Ulba in den Irtysch am Absperrbauwerk des Buchtarma-Stausees. Sie befindet sich knapp 100 km südlich der Grenze zu Russland und 280 km westlich der Grenze zu China.

## Bevölkerung
Öskemen hat 333.113 Einwohner (2020). Die Ethnie der Russen stellt dabei die Bevölkerungsmehrheit. Knapp 58 Prozent der Stadtbevölkerung ist russischer Abstammung. Die Deutschen stellen nach den Kasachen die drittgrößte Ethnie der Stadt.

## Geschichte
Die Stadt wurde am 20. August 1720 als russische Militär- und Poststation gegründet und bekam im Jahre 1868 die Stadtrechte verliehen. 1939 wurde sie zum Verwaltungszentrum der Oblast Ostkasachstan und entwickelte sich zu Zeiten der UdSSR zu einem Zentrum des Bergbaus und der Metallurgie. Sie hieß bis 1993 Ust-Kamenogorsk, was auf Russisch so viel wie Steinberg an der Mündung bedeutet. Der heutige Name Öskemen ist eine Kasachisierung dieses Namens. In Öskemen bestand das Kriegsgefangenenlager 45, Ust-Kamenogorsk, für deutsche Kriegsgefangene des Zweiten Weltkriegs.

## Kalter Krieg
Zwischen 1949 und 1989 wurden rund 500 Kernwaffentests auf dem etwa 300 Kilometer westlich von Ust-Kamenogorsk gelegenen Testgelände Semipalatinsk durchgeführt – oftmals mit dramatischen Folgen für die im Umfeld lebende Bevölkerung. So zog nach einem Test im August 1956 eine radioaktive Wolke direkt über die Stadt. Über 600 Menschen mussten mit Symptomen der Strahlenkrankheit behandelt werden. Die Öffentlichkeit wurde über die Katastrophe nicht in Kenntnis gesetzt und alle Informationen beispielsweise über die Anzahl vermutlicher Todesopfer geheim gehalten.

## Sehenswürdigkeiten
Zu den bedeutendsten Sehenswürdigkeiten gehört die russisch-orthodoxe St.-Andreas-Kathedrale im Stadtzentrum. Nordöstlich des Zentrums liegt die Sinowjew-Kirche. Ebenfalls im Zentrum von Öskemen befindet sich die neue 2003 erbaute Moschee. Um sie herum ist der große „Ethno Park“ angelegt, in dem sich unter anderem ein Zoo, Nachbauten von traditionellen Häusern verschiedener ethnischer Gruppen und militärische Anlagen und Fahrzeuge aus dem Kalten Krieg befinden.

## Verkehr

### Flughafen
In elf Kilometer Entfernung befindet sich der Flughafen Öskemen.

### Eisenbahn
Die Stadt liegt am Ende der Turksib-Abzweigung Schar-Ust-Kamenogorsk und ist Ausgangspunkt weiterer Eisenbahnstrecken nach Schemonaicha, nach Ridder sowie nach Syrjanowsk.

### Fernstraßen
Durch die Stadt verläuft die Europastraße 40. In Öskemen endet die A3, die in der ehemaligen kasachischen Hauptstadt Almaty ihren Anfang hat. In der Stadt beginnen die A9 und die A10, die in nördlicher Richtung zu der russischen Grenze führen.

## Wirtschaft
In Öskemen hat sich vor allem die Metallindustrie angesiedelt. Bereits 1947 wurde der metallurgische Betrieb Ulba in der Stadt eröffnet. Die Gründung des Ust-Kamenogorsk Titan-Magnesium Kombinats erfolgte 1965. Ein weiterer großer Arbeitgeber in Öskemen ist das Unternehmen Kazzinc.

## Sport
Der Fußballverein Wostok spielt in der höchsten kasachischen Fußball-Liga. Nach einem Skandal um ein „geschobenes“ Spiel gegen Schachtjor Qaraghandy wurde er für die Saison 2008 ausgeschlossen.
Die Eishockeymannschaft Torpedo nimmt neben der Kasachischen Meisterschaft am Spielbetrieb der Wysschaja Hockey-Liga teil, der zweithöchsten russischen Spielklasse.

## Städtepartnerschaften
- Gangneung, Südkorea, seit 2011
- Bursa, Türkei, seit 2011
- Jokne’am, Israel, seit 2012
- Barnaul, Russland, seit 2012

## Söhne und Töchter der Stadt
Öskemen ist Geburtsort zahlreicher Eishockeyspieler und prominenter Persönlichkeiten.